# Emilia Toureï
Emilia Khalsberievna Toureï (en russe : Эмилия Халсбериевна Турей ou en anglais : Emiliya Turey), née le 6 octobre 1984 à Astrakhan (Union soviétique), est une handballeuse russe d'origine sierra-léonaise par son père. Évoluant au poste d'ailière gauche, elle est notamment triple championne du monde avec l'équipe nationale de Russie.

## Biographie
En décembre 2013, elle a signé un contrat avec le club roumain du CSM Bucarest qu'elle rejoint immédiatement, mais moins d'un mois plus tard, le contrat est résilié par consentement mutuel.

## Palmarès

### Club
compétitions internationales
- Ligue des champions :
  - Vainqueur (1) : 2007 (avec Slagelse DT)
  - Finaliste (1) : 2011 (avec SD Itxako)
- Coupe d'Europe des vainqueurs de coupe :
  - Vainqueur (1) : 2009 (avec FC Copenhague)

compétitions nationales
- Championnat du Danemark (1) : 2007
- Coupe du Danemark (1) : 2010

### Sélection nationale
Jeux olympiques
- médaille d'argent aux Jeux olympiques de 2008 à Pékin
- 8e place aux Jeux olympiques de 2012 à Londres

Championnats du monde
- vainqueur du Championnat du monde 2005
- vainqueur du Championnat du monde 2007
- vainqueur du Championnat du monde 2009

Championnats d'Europe
- finaliste du Championnat d'Europe 2006
- troisième du Championnat d'Europe 2008

autres
- vainqueur du championnat du monde junior 2003

### Distinctions individuelles
- élue meilleure ailière gauche du championnat du monde 2011[5].
- élue meilleure joueuse et meilleure ailière gauche du championnat du monde junior 2003